# كلاوس شتوربيكر
كلاوس شتوربيكر (بالألمانية: Klaus Störtebeker) واسمه الحقيقي نيكولاوس شتورزنبيخر (بالألمانية: Nikolaus Storzenbecher) هو قرصان ألماني من القرن الرابع عشر ولد في سنة 1360 في فيسمار شمال ألمانيا وكان يعود لأصل سكسوني. أسس قراصنة أخوة القوت وسيطر على مناطق واسعة في بحر البلطيق وبحر الشمال. تورط في حروب الدنمارك والسويد والرابطة الهانزية شمال ألمانيا وأصبح قرصان مفوض لصالح الدنمارك وساعدهم بالهجوم على ستوكهولم. بقي يمارس مهامه في القرصنة حتى سنة 1401 عندما أراد مهاجمة مدينة هامبورغ، حيث قام أحد أفراد طاقمه بخيانته وكشف مخططه للقائد البحري سيمون فان أوترخت، وألذي جهز أسطول ليقوم بهزيمته وثم اعتقاله. تقول الشائعات بأنه هو ألذي سلم نفسه للسلطات في هامبورغ مقابل السماح لبقية طاقمه بالهروب. تم اعدامه في يوم 20 أكتوبر 1401. في سنة 1842 أشيع على العثور على سفينته وأنها احتوت على كنز به كميات كبيرة من الذهب والفضة، أخذ لاحقا إلى كنيسة سانت كاترين، وأعتقد أن جمجمته كانت موجودة هناك وأيضاً كأس الشراب الخاص به. تم إنتاج فلم له في سنة 2009.